# 방용석 (정치인)
방용석(方鏞錫, 1945년 11월 6일~)은 대한민국의 정치인이다. 제15대 국회의원, 제19대 노동부 장관, 한국가스안전공사 사장, 근로복지공단 이사장을 역임했다. 충청북도 진천군 출신이며, 본관은 온양이다.

## 국회
1996년 국회 환경노동위에서 국정 감사에서의 증인채택문제를 논의하던 중 자유민주연합 소속 정우택 의원에게서 "소관부처도 아닌 것을 자꾸만 고집피우는 이유가 뭐냐. 선배면 선배지. 되는 소리를 하라."라는 말을 듣고 유리컵을 휘둘러 이마가 찢어져 피가 나는 상처를 입었다.

## 학력
- 광혜원고등학교

## 경력
- 한국모방 노동조합 지부장
- 한국 노동자 복지협의회 위원장
- 민주통일 민중운동연합 노동위원장
- 한국 민주노동자연합 위원장
- 통일시대 민주주의 국민회의 공동대표
- 민국당 당무위원
- 새정치국민회의 총재 노동담당 특보
- 새정치국민회의 노동특별위원장, 환경특별위원장
- 한국가스안전공사 사장
- 제19대 대한민국 노동부 장관
- 근로복지공단 이사장

## 역대 선거 결과
| 실시년도 | 선거  | 대수 | 직책     | 선거구 | 정당           | 득표수      | 득표율         | 순위        | 당락 | 비고 |
| -------- | ----- | ---- | -------- | ------ | -------------- | ----------- | -------------- | ----------- | ---- | ---- |
| 1996년   | 총선  | 15대 | 국회의원 | 전국구 | 새정치국민회의 | 4,971,961표 | \| \| 25.3% \| | 전국구 12번 |      | 초선 |
|          | 25.3% |      |          |        |                |             |                |             |      |      |